# العلاقات التركية اللاوسية
العلاقات التركية اللاوسية هي العلاقات الثنائية التي تجمع بين تركيا ولاوس.

## مقارنة بين البلدين
هذه مقارنة عامة ومرجعية للدولتين:
| وجه المقارنة                                              | تركيا         | لاوس        |
| --------------------------------------------------------- | ------------- | ----------- |
| المساحة (كم2)                                             | 783.56 ألف    | 236.80 ألف  |
| عدد السكان (نسمة)                                         | 80.14 مليون   | 6.86 مليون  |
| الكثافة السكانية (ن./كم²)                                 | 102.28        | 28.97       |
| العاصمة                                                   | أنقرة         | فيينتيان    |
| اللغة الرسمية                                             | اللغة التركية | اللغة اللاو |
| العملة                                                    | ليرة تركية    | كيب لاوي    |
| الناتج المحلي الإجمالي (بليون دولار)                      | 851.10 مليار  | 16.85 مليار |
| الناتج المحلي الإجمالي (تعادل القوة الشرائية) بليون دولار | 1.57 تريليون  | 38.71 مليار |
| الناتج المحلي الإجمالي الاسمي للفرد دولار أمريكي          | 9.12 ألف      | 1.82 ألف    |
| الناتج المحلي الإجمالي للفرد دولار أمريكي                 | 19.79 ألف     |             |
| مؤشر التنمية البشرية                                      | 0.761         | 0.575       |
| رمز المكالمات الدولي                                      | +90           | +856        |
| رمز الإنترنت                                              | .tr           | .la         |
| المنطقة الزمنية                                           | ت ع م+03:00   | ت ع م+07:00 |

## منظمات دولية مشتركة
يشترك البلدان في عضوية مجموعة من المنظمات الدولية، منها:
| علم المنظمة | اسم المنظمة                        | تاريخ انضمام تركيا | تاريخ انضمام لاوس |
| ----------- | ---------------------------------- | ------------------ | ----------------- |
|             | بنك التنمية الآسيوي                | 1991               | 1966              |
|             | مؤسسة التنمية الدولية              | 22 ديسمبر 1960     | 28 أكتوبر 1963    |
|             | يونسكو                             | 4 نوفمبر 1946      | 9 يوليو 1951      |
|             | وكالة ضمان الاستثمار متعدد الأطراف | 3 يونيو 1988       | 5 أبريل 2000      |
|             | الأمم المتحدة                      | 24 أكتوبر 1945     | 14 ديسمبر 1955    |
|             | البنك الدولي للإنشاء والتعمير      | 11 مارس 1947       | 5 يوليو 1961      |
|             | منظمة حظر الأسلحة الكيميائية       | ?                  | ?                 |
|             | مؤسسة التمويل الدولية              | 19 ديسمبر 1956     | 29 يناير 1992     |
|             | منظمة الشرطة الجنائية الدولية      | ?                  | ?                 |

## وصلات خارجية
- موقع وزارة الخارجية التركية
- موقع وزارة الخارجية اللاوسية